# アーモンド&マカダミア
- アーモンド&マカダミア
- アーモンド/マカダミア

アーモンド&マカダミア（アーモンド アンド マカダミア、ALMOND & MACADAMIA）は、株式会社 明治（旧明治製菓）のチョコレート菓子のブランドである。1962年に発売され半世紀以上に渡って販売されているロングセラー商品である。
「アーモンド&マカダミア」というブランド名だが、ヘーゼルナッツやピスタチオの入った商品も販売している。

## 概要

### アーモンドチョコ

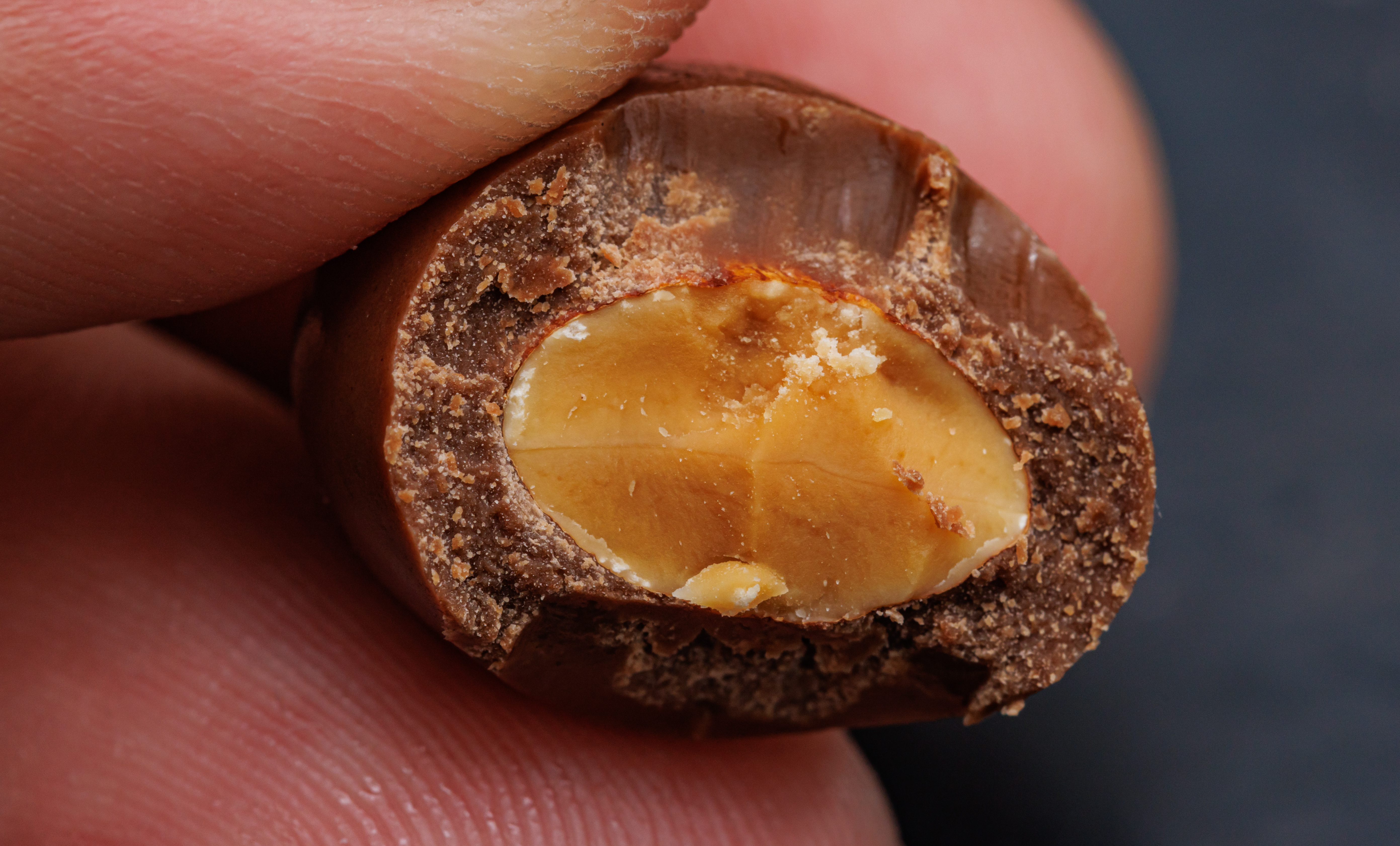
中国で販売されているアーモンドチョコ

高度経済成長期である1962年に「大人を意識したチョコレート」というコンセプトで誕生し、当時欧州で人気のアーモンドを丸ごと使用する丸型チョコを採用した。スライドして開けるスリーブ箱のパッケージの斬新さも話題となり、徐々に知名度を上げ、1980年にアーモンドチョコのパッケージが一新されると、一気にブレイクし大人だけでなく中高生にも人気が広まり、売り上げを伸ばしていった。2002年にはサッカー選手のデイビッド・ベッカムをCMに起用し大きな反響を呼んだ。

### マカダミアナッツチョコ

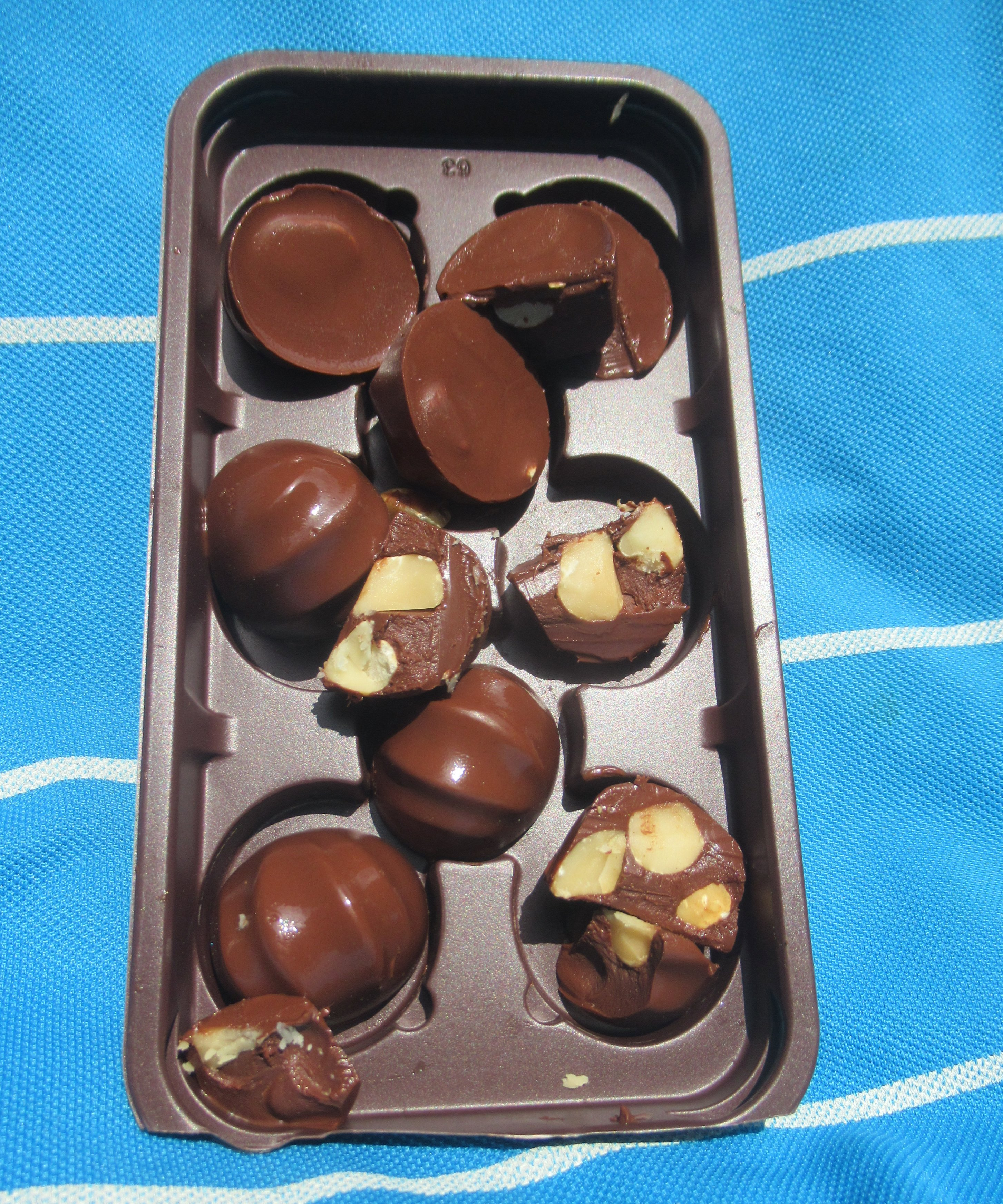
マカダミアナッツチョコ

マカダミアナッツをコーティングしたチョコレート。ヘーゼルナッツチョコよりも後に発売しており発売以降パッケージのリニューアルが数回されている。明治の伝統的な製法であるトラディショナルロースト製法を採用している。

### ヘーゼルナッツチョコ
アーモンドチョコと同年の1962年に発売している。トルコ産のヘーゼルナッツを使用している。

### ピスタチオチョコ
60周年を迎えた2022年に発売した。カリフォルニア産のピスタチオとチョコレートにペルー産のカカオを使用している。

## 年表
出典 - 
- 1962年
  - 「アーモンドチョコ」が発売。
  - 「ヘーゼルナッツチョコ」が発売。
- 1976年
  - 「マカダミアナッツチョコ」が発売。
- 1977年
  - マカダミアナッツチョコのパッケージが1回目のリニューアル。
- 1979年
  - マカダミアナッツチョコのギフト用が発売。
  - マカダミアナッツチョコのパッケージが2回目のリニューアル。
- 1980年
  - アーモンドチョコのパッケージがリニューアル。
- 1981年
  - マカダミアナッツチョコのパッケージが3回目のリニューアル。
- 1987年
  - マカダミアナッツチョコのパッケージが4回目のリニューアル。
  - ヘーゼルナッツチョコのパッケージがリニューアル。
- 1988年
  - 「袋入りアーモンドチョコ」が発売。
- 1991年
  - 「筒入りアーモンドチョコ」が発売。
- 1992年
  - マカダミアナッツチョコの板タイプが発売。
- 1993年
  - ソリッドタイプやボールタイプなどが発売。
- 1997年
  - ナッツ板アソートが発売。
- 2000年
  - マカダミアナッツチョコのパッケージが5回目のリニューアル。
- 2004年
  - 「アーモンドチョコクラスト」が発売。
- 2005年
  - 「うすまきアーモンド」が発売。
- 2006年
  - 「プレミアムナッツセレクト」のマークがアーモンドチョコのパッケージに記載。
- 2012年
  - 「アーモンドチョコレート」発売50周年を記念し、シリーズ商品を発売。
- 2013年
  - 「ヘーゼルナッツクランチ」が発売。
- 2015年
  - チョコレート部分にそれぞれミルクチョコレートとブラックチョコの2種類を使用したパック商品「アーモンドアソート袋」が発売。
- 2022年
  - 「ピスタチオチョコ」が発売[4]。

## 製品ラインナップ

### チョコレート
出典 - 
- アーモンドチョコ
  - アーモンドチョコ 香るカカオ
  - アーモンドチョコ 抹茶
  - アーモンドチョコ ポケットパック

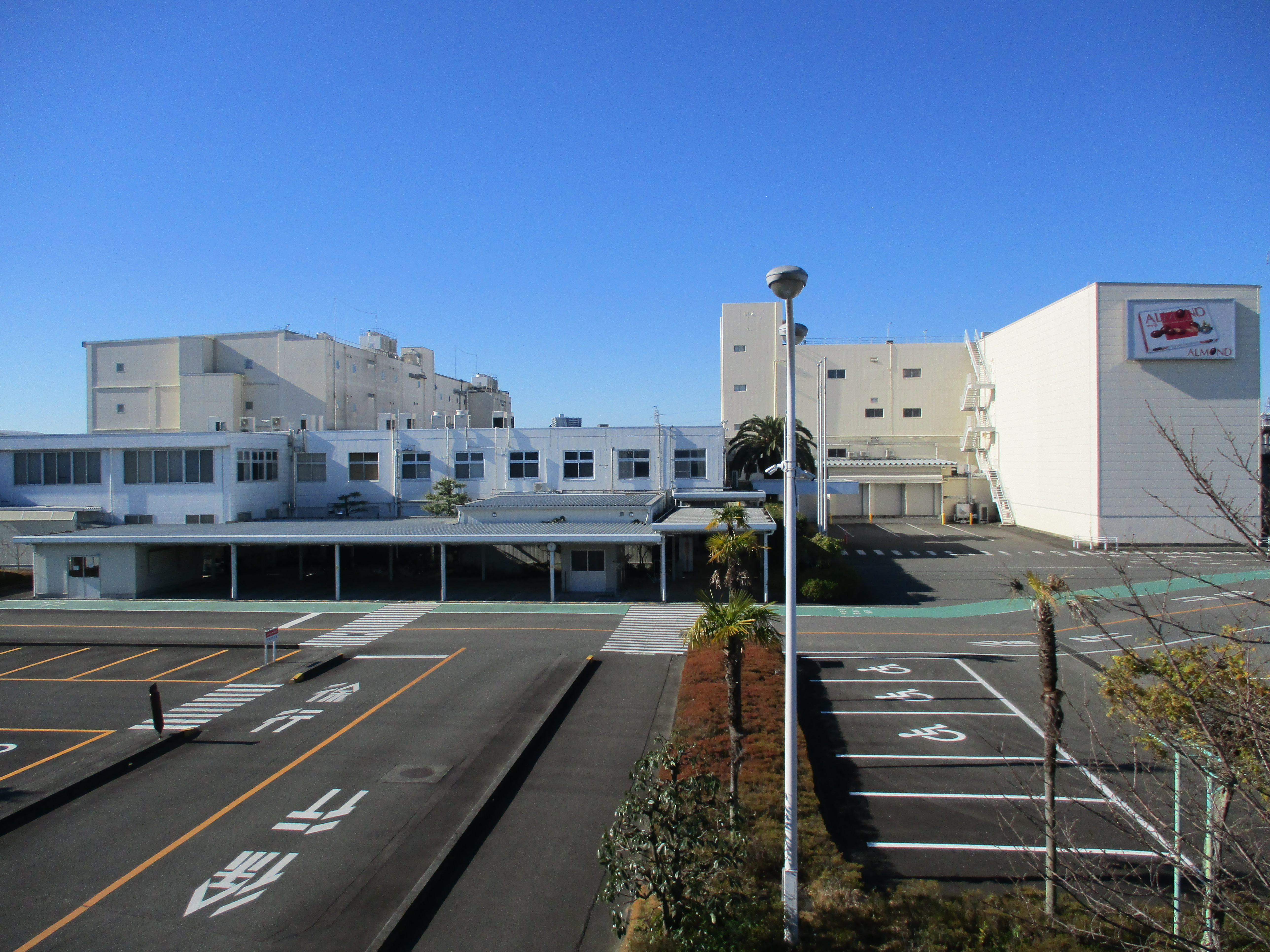
明治東海工場。外壁にアーモンドチョコのパッケージが描かれている。

  - アーモンドチョコ シンプル包装大容量パウチ
  - アーモンドビックパック
- マカダミアチョコ
  - マカダミアチョコ 抹茶
  - マカダミアビックパック
- ピスタチオチョコ
- ヘーゼルナッツチョコ

### その他
- アーモンドチョコレートアイスバー[6]（旧明治乳業時代から発売）

### 期間限定の製品
- アーモンドチョコレートクラスト
- アーモンドチョコレートストロベリー[7]
- アーモンドチョコ ホワイトベール
- マカダミアチョコ ホワイトベール

### 販売終了した商品
- うすまきアーモンド

## 競合製品
- アーモンドチョコレート
  - アーモンドチョコレート（ロッテ）
  - グリコアーモンドチョコレート（江崎グリコ）

## CM

### CMキャラクター
- デイビッド・ベッカム[1]
- 志村けん[8]
- 米倉涼子[9]
- 稲垣吾郎[10]
- 中居正広[11]
- 新垣結衣[12]